# جهنمية جريسية
جهنمية جريسية (الاسم العلمي:Bougainvillea campanulata) هي نوع من النباتات يتبع جنس البوغنفيلية من الفصيلة الشبية.